# 일본식 시계
{{
일본식 시계 (和時計, wadokei)  는 낮과 밤을 항상 여섯 개의 시간대로 나누고 계절에 따라 길이가 바뀌는 일본의 전통적인 시간을 알려주기 위해 만들어진 기계식 시계이다. 기계식 시계는 예수회 선교사 (16세기)나 네덜란드 상인 (17세기)에 의해 일본에 도입되었다. 이 시계는 일반적으로 황동이나 철로 만든 등잔 시계 디자인으로, 비교적으로 원시적인 버지 및 플롯 탈진기를 사용했다. 도쿠가와 이에야스는 유럽에서 제조된 등잔시계를 소유하고 있었다.

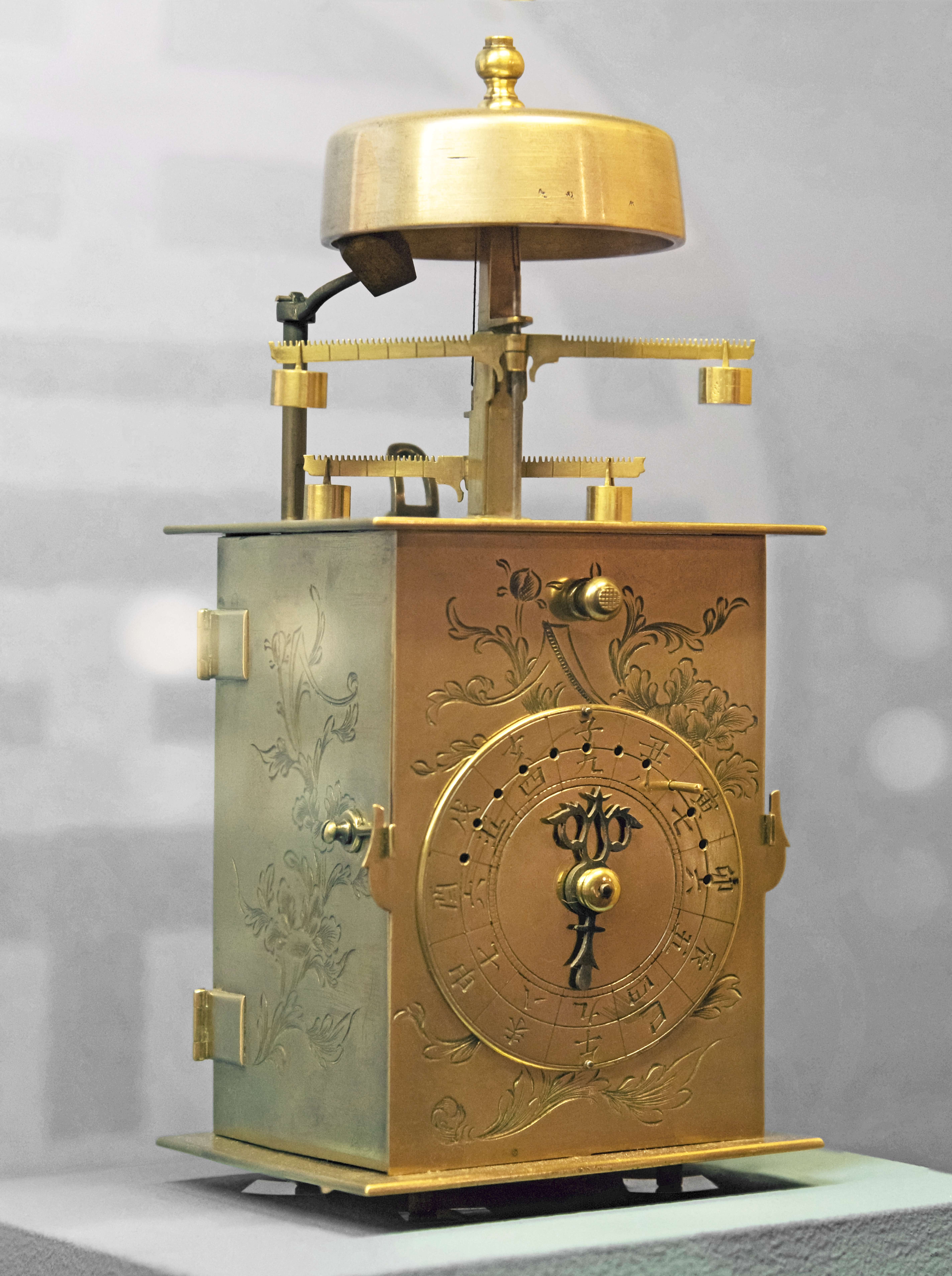
두 개의 분리된 저울 을 통해 이 18세기 일본 시계는 두 가지 다른 속도로 작동하여 시간이 같지 않음을 나타낸다.

진자 도 태엽도 그 시대의 유럽 시계에는 사용되지 않았으며, 따라서 1641년에 시작된 일본 역사의 고립주의 시대가 시작될 때 일본 시계 제작자가 사용할 수 있는 기술에 포함되지 않았다. 고립주의 시대는 일본 시계 제조업자들이 시계 제조 분야에서 서구의 발전된 기술 없이 독자적인 길을 찾아야 한다는 것을 의미했다. 그럼에도 불구하고 일본 시계 제조업자들은 유럽의 기계식 시계 기술을 일본 전통 시간 측정의 필요에 맞게 적용하는 데 상당한 독창성을 발휘했다.

## 역사
시계는 서기 7세기 중반부터 물시계의 형태로 일본에 존재했다. 일본 서기(Nihon Shoki )에 따르면 덴지(Tenchi) 천황이 660년과 671년에 물시계인 로코쿠(rōkoku (漏刻) ) 만들었다고 말한다 이 시계는 16세기에 일본에 기독교가 전파될 때까지 800년 동안 사용되었다.
기독교 선교사들은 일본에 서양식 기계식 태엽 시계를 처음으로 소개한 사람들 중 하나였다. 스페인 예수회 성자이자 선교사인 프란시스 자비에르는 1551년 센고쿠 시대의 다이묘 인 오우치 요시타카에게 기계식 시계를 선물했다 곧이어 다른 선교사들과 대사관들이 기계화 시계를 1569년 오다 노부나가 에게, 1571년 도요토미 히데요시에게 교황 사절이, 도쿠가와 이에야스에게 2개의 시계를 주었는데, 하나는 1606년 선교사가, 다른 하나는 1611년 포르투갈 특사에게 전달되었다. 일본에서 가장 오래된 서양 시계는 1612년으로 거슬러 올라간다. 그것은 멕시코 총독 (당시 신 스페인)에 의해 쇼군 이에야스에게 주어졌다.

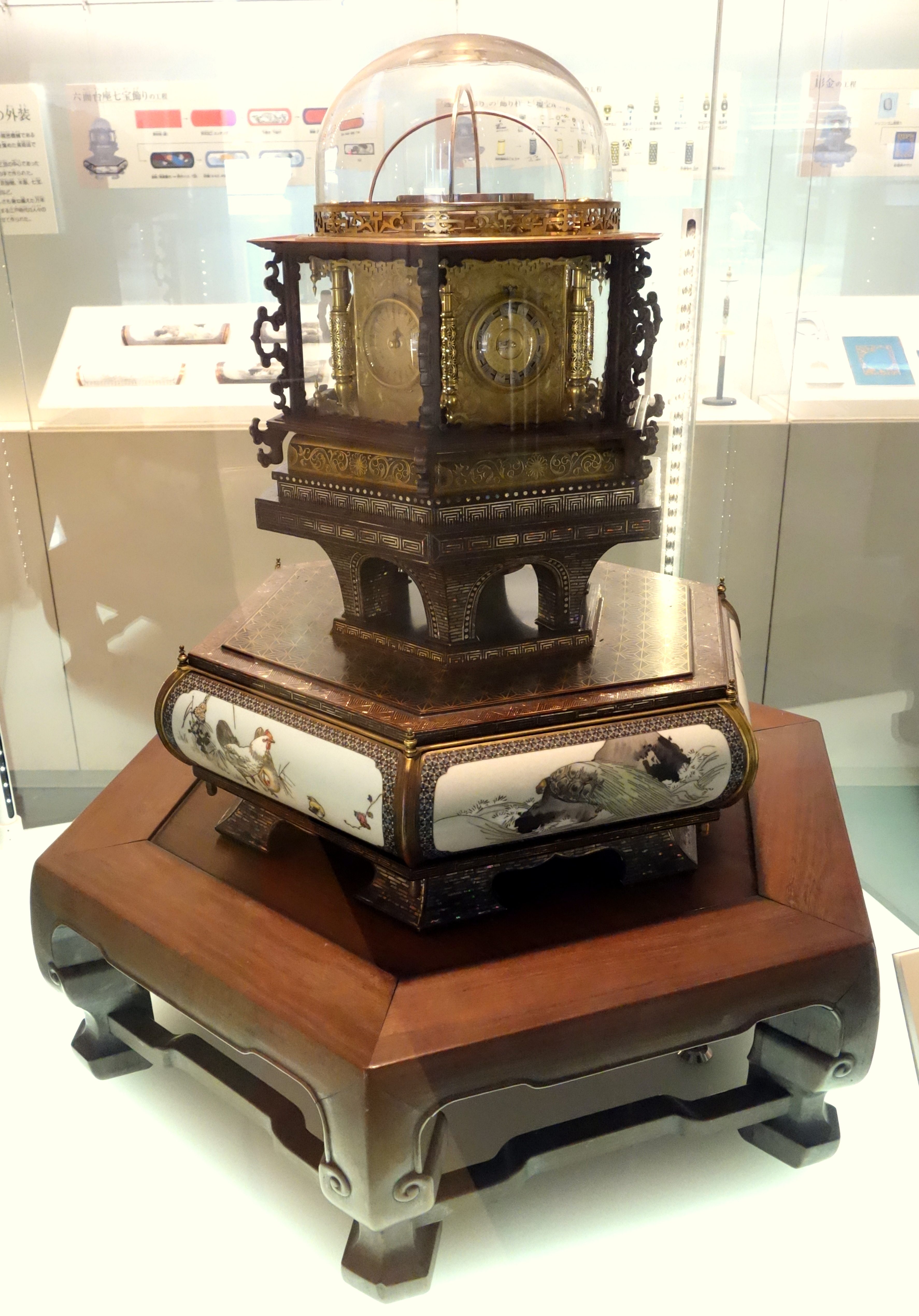
다나카 히사시게의 (万年時計, man-nen dokei). 1851년 완공.

17세기로 접어들 무렵, 최초의 서양식 기계식 시계가 일본인에 의해 생산되었다. 츠다 스케자에몬은 많은 수입 시계를 스스로 조사하고 수리한 후 1598년에 기계식 시계를 만들었다고 한다. 일본 시계 제작은 17세기 일본에 거주하는 선교사들에 의해 촉진되었다. 기독교 선교사들은 17세기로 접어들 무렵 아마쿠사 섬 에서 일본인들에게 시계 제조법을 처음으로 가르쳤다.
에도 시대 (1603–1868)에는 서양 기술이 적응되어 일본 고유의 시계 제작 방법이 형성되었다. 이중 탈진기는 고르지 않은 전통적인 일본 시간표를 따르는 시계를 개발하기 위해 일본 시계 제작자가 설계했다. 와도케이라고 불리는 이 시계는 시간 체계( futei jiho不定時法)를 따르기 위해 다른 방법으로 제작되었다. 시계의 잎사귀에는 사용자가 상대적으로 정확한 속도를 설정할 수 있도록 몇 개의 분할이 있다. Foliot 제어 시계는 유럽에서 원형 균형 시계로 널리 대체되었음에도 불구하고 시간 시스템에 대한 적응성으로 인해 일본에서 활용되었다. 일정한 추와 다이얼 조정으로 인해 일본 시계 제작자들은 1780년경에 nichō-tenpu tokei (二挺天府時計)  또는 "두 막대 거버너 시계"를 개발했다 nichō-tempu tokei 의 무게는 tenpu (天府)  라고 하는 두 개의 거버너 또는 저울을 사용하여 낮과 밤의 정확한 시간에 자동으로 설정되었다.
일본 시계 발전의 핵심 요소는 1796년 호소카와 한조의 가라쿠리 주이(絡繰人形)를 출간한 것으로 1권에서는 시계의 제작 방법을, 2권과 3권에서는 가라쿠리 닌교(絡繰人形) 또는 "기계 인형"을 설명했다. 시계 제작에 관한 책에는 폴리오트에 의해 제어되는 가장자리 이스케이프먼트가 있는 무게 중심의 눈에 띄는 시계의 생산에 대한 매우 상세한 지침이 포함되어 있다. 비교적 높은 문맹률과 열정적인 도서 대출 사회는 이 작품의 광범위한 독자층에 크게 기여했다.
시계의 생산과 복잡성은 다나카 히사시게 의 만년시계man-nen dokei (万年時計)  로 절정에 달했다. 이것은 서양 시계, 달의 위상 표시기, 동양의 12궁도, 일본 시간 시계, 고대 일본의 24단계 분할 표시기 및 요일 표시기를 특징으로 하는 6개의 문자판을 가지고 있었다. 시계는 한 번 태엽을 감으면 1년 동안 작동할 수 있다고 했다.
1868년 메이지 유신 이후 일본은 결국 시간제를 폐지했다. 메이지 내각은 1872년 일본을 음력에서 양력으로 전환하는 조례 453호를 발표했다. 전환은 일본에서 와도케이(wadokei)의 쇠퇴와 서양식 시계 산업의 출현으로 이어졌다.

## 임시 시간

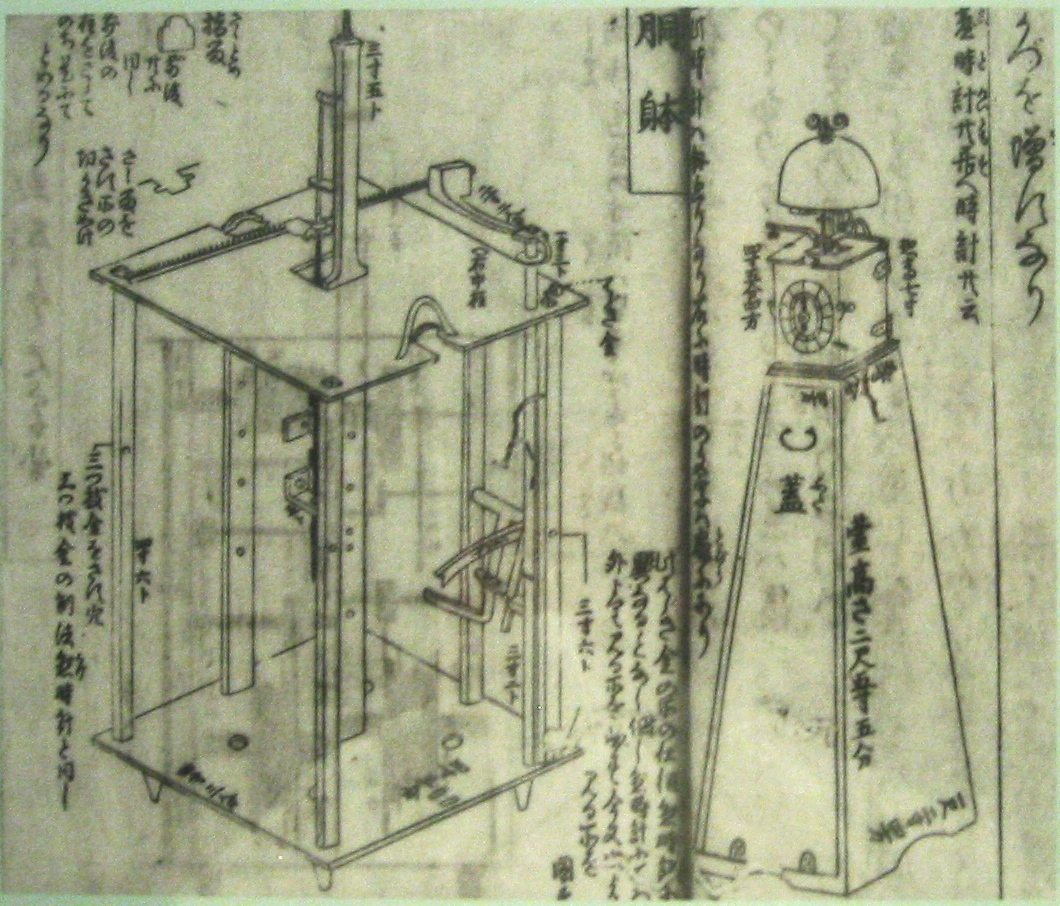
일본 시계의 메커니즘을 그린 그림. 가라쿠리 주이, 1796.

유럽 시계 디자인을 일본 전통 시간 표시의 요구 사항에 맞추는 것은 일본 시계 제작자에게 어려운 일이었다. 일본의 전통적인 시간 측정 관행은 일정하지 않은 시간 단위를 사용해야 했다. 현지 일출부터 현지 일몰까지 6개의 주간 단위와 일몰부터 일출까지 6개의 야간 단위이다.
따라서 일본의 계시원은 계절에 따라 변화했다. 일광 시간은 여름에는 길고 겨울에는 짧으며 밤에는 그 반대이다. 이와는 대조적으로 유럽의 기계식 시계는 계절에 따라 변하지 않는 동일한 시간을 알려주도록 설정되었다.
대부분의 일본 시계는 추에 의해 움직였다. 그러나 일본인도 스프링 에서 작동하는 시계를 알고 있었고 때때로 만들었다. 그들의 디자인에 영감을 준 서양식 랜턴 시계와 마찬가지로 추 구동 시계는 종종 추를 그 아래로 떨어뜨릴 수 있도록 특별히 제작된 테이블이나 선반에 의해 지지되었다. 스프링 구동식 일본 시계는 휴대성을 위해 만들어졌다. 가장 작은 것은 큰 시계의 크기였으며 소유자가 파우치에 넣어 휴대했다.

## 전통적인 일본 시간 체계
일본의 전통적인 시간 체계는 낮과 밤을 6개의 기간으로 구분했다. 이것은 기간의 길이가 결과적으로 계절에 따라 변한다는 것을 의미했다.
일반적인 시계에는 9시부터 4시까지 6시간이 있으며 정오부터 자정까지 역순으로 계산된다. 1, 2, 3시라는 숫자는 종교적인 이유로 일본에서 사용되지 않았다. 왜냐하면 이 숫자는 불교도들이 기도를 부르기 위해 사용했기 때문이다. 일본 최초의 인공 시계가 시간을 세기 위해 분향을 사용했기 때문에 카운트가 거꾸로 실행되었다. 따라서 새벽과 황혼은 모두 일본 시간 기록 시스템에서 여섯 번째 시간으로 표시되었다.

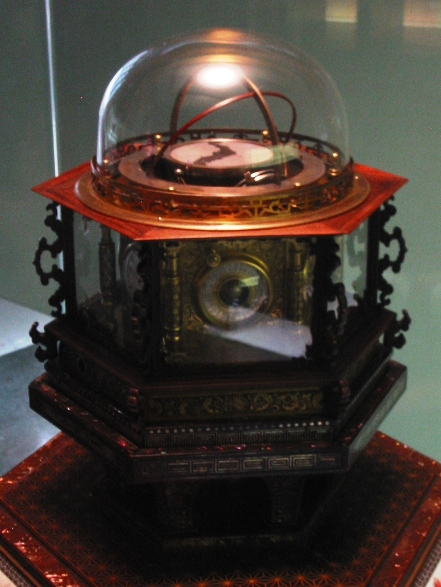
다나카 히사시게 의 1851 년 시계는 일본어, 등시, 달력 정보를 표시한다.

번호가 매겨진 시간 외에도 각 시간에는 일본 십이지신의 표시가 지정되었다. 새벽부터 시작하여 6개의 주간 시간은 다음과 같다.

전통적인 중국의 12가지 지상 가지 와 24가지 기본 방향 ; 12개의 지구 분지는 일본 시간의 황도대 할당의 기초이다.

## 변화하는 시간 길이 문제

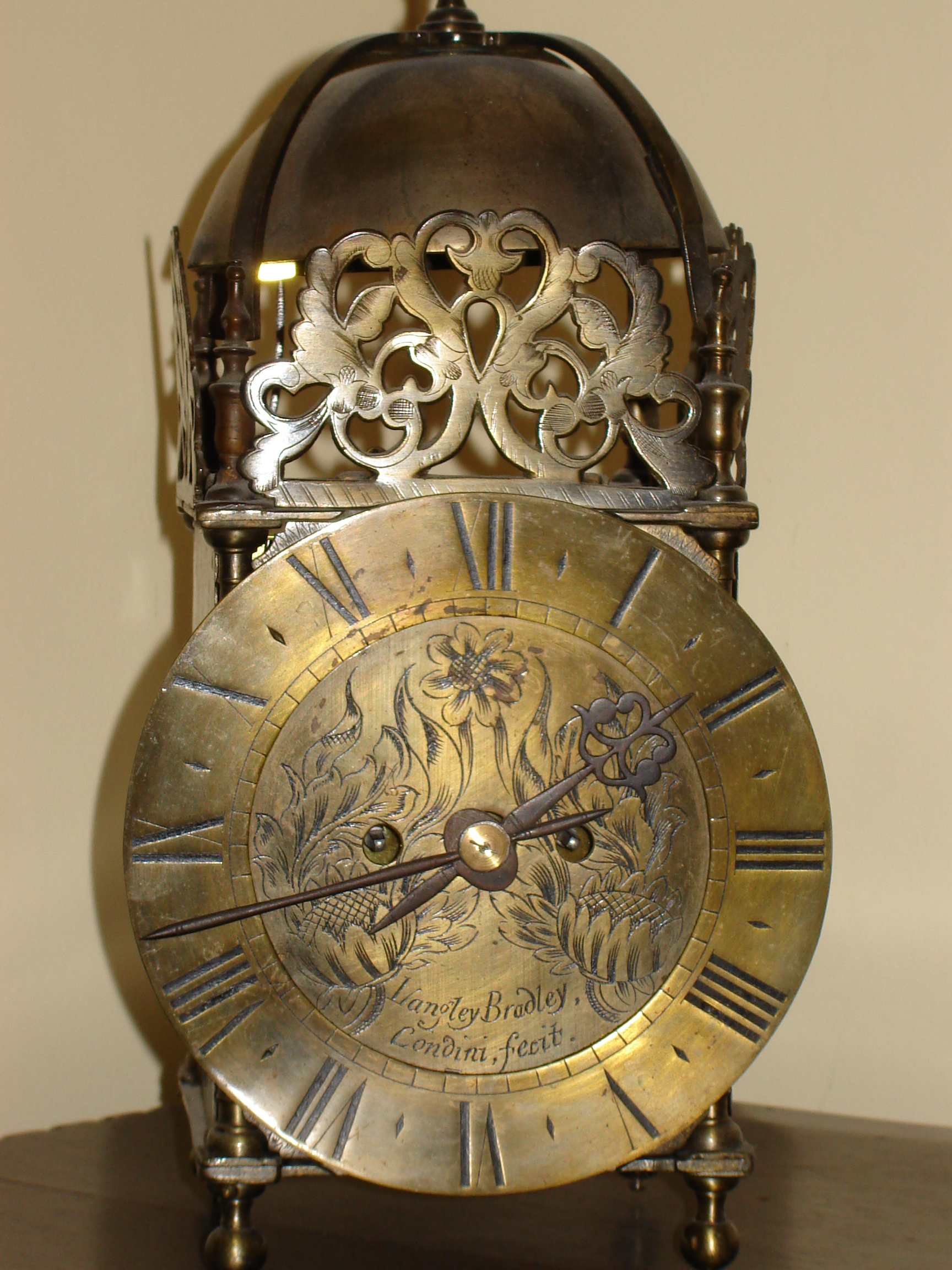
이와 같은 유럽식 등불 시계는 일본 시계 디자인의 출발점이었다.

1844년부터 달력은 일 년 중 각기 다른 시간 길이를 제공하도록 개정되었다. 일본 시계는 변화하는 시간을 표시하기 위해 다양한 메커니즘을 사용했다. 가장 실용적인 방법은 기둥형 시계를 사용하는 것이었다. 시계는 시계판이 아니라 트랙을 따라 내려가는 추에 부착된 표시기에 시간을 표시했다. 이동 가능한 시간 표시기는 무게추와 부착된 표시기를 따라 움직였다. 이 표시기는 낮과 밤 시간의 길이를 보여주기 위해 계절에 맞게 조정될 수 있다. 시계가 감겼을 때 표시기는 트랙 위로 적절한 마커로 다시 이동되었다. 이 설정은 시계 자체의 속도와 무관하다는 이점이 있다.
시계 화면의 사용은 일본에 도입된 유럽 기술의 일부였으며, 시계 화면에 일본 시간을 표시하기 위해 여러 가지 조치가 취해졌다. 일부는 24시간 시계 다이얼의 테두리에 움직이는 시간을 표시했다. 계절에 따라 시계 화면을 바꿀 수 있는 여러 개의 시계 화면이 있는 시계도 있었다. 일본 시간을 알려주는 눈에 띄는 시계를 만들기 위해 시계 제작자는 두 개의 저울(하나는 느리고 다른 하나는 빠름)을 실행하는 시스템을 사용했다. 시간이 낮에서 밤으로 이동함에 따라 적절한 탈진기가 자동으로 변경되었다. 다나카 히사시게가 1850년에 디자인한 만년 시계는 이 메커니즘을 사용한다.
키쿠노 마사히로(Masahiro Kikuno)는 일부 손목 시계의 시간 컴플리케이션을 위해 개별 시간과 연결된 일련의 팔을 사용한다. 이 팔은 각 시계의 개별 구매자의 위도에 맞게 조정된 홈 컷이 있는 단일 캠에 연결된다. 1년 동안 캠의 움직임에 따라 시계 페이스의 시간 위치가 달라진다.
1873년에 일본 정부는 계절에 따라 변하지 않는 동일한 시간과 그레고리력을 포함한 서양식 시간 측정 관행을 채택했다.

## 같이 보기
- 다이묘 시계 박물관
- 만년 시계
- 지지 (역법) (중국 전통 계시)
- 중국 달력

## 서지
- Anthony Aveni, 시간의 제국: 달력, 시계 및 문화 (Univ. 콜로라도, 2002)ISBN 0-87081-672-1
- Eric Bruton, The History of Clocks and Watches (Time Warner, repr. 2002)ISBN 0-316-72426-2
- EG Richards, 시간 매핑: 달력 및 역사 (Oxford, 2000)ISBN 0-19-286205-7
- 가라쿠리 즈이(機巧圖彙), 호소콰 한조ISBN 978-4-434-14213-0
- 무라카미 카즈오, 재패니즈 오토마타 크라쿠리 즈이 (무라카미 카즈오, 2012)ISBN 978-4-9906228-0-0